# 梅扎戈
梅扎戈（義大利語：Mezzago），是意大利蒙扎和布里安扎省的一个市镇。总面积4.21平方公里，人口4099人，人口密度973.6人/平方公里（2009年）。ISTAT代码为015145。

## 友好城市
- 法國圣皮埃尔德尚迪约 1990年
- 德国賴林根 2009年